# Història de la Banca a Catalunya
Sempre hi ha hagut entitats bancàries a Catalunya, però és durant l'edat contemporània en què hi ha hagut el floriment més important. De totes maneres, cal tenir present que el paper dels bancs en el procés d'industrialització catalana fou poc important, ja que les noves empreses van optar majoritàriament per altres mitjans de finançament no bancaris. Aquesta manca d'un sector bancari potent és un element clau que ha entorpit el creixement econòmic contemporani causant repetides mancances de massa monetària i una endèmica mancança d'entitats que aglutinessin el capital circulant per finançar noves empreses.

## Antecedents
En el cas de Catalunya, la presència d'activitat bancària és molt antiga. Sempre hi ha hagut particulars que s'han dedicat a les funcions bàsiques, com ara oferir crèdits, o com ara la compravenda de lletres. Un precedent d'entitat bancària medieval, però de caràcter públic, foren les taules de canvi.

## Seglexix
La industrialització del país i, per tant, la demanda de capitals per invertir en els nous sectors econòmics, va comportar una important evolució i complicació del sistema bancari, tot i que no va arribar a erigir-se en la principal via de finançament de les noves empreses. Ja el 1844 apareixia la primera gran entitat moderna amb el Banc de Barcelona, amb funcions d'emissió (impressió de paper moneda) i comercials (facilitació del consum). No obstant això, el context majoritari del sector financer encara era el de banquers particulars i banca comanditària, dedicats sobretot a la redistribució d'accions i obligacions dels seus clients, i a la gestió de valors en general. No seria fins a mitjans dels anys 50 que la nova legislació liberal promulgada durant el Bienni Progressista permetria, per fi, un cert desenvolupament bancari amb la profusió de noves entitats:
- Les societats de crèdit que volien invertir en projectes industrials. Ex. Catalana General de Crèdit, Crèdit Mobiliari…
- Les caixes de gir i banca que volien oferir descomptes en l'adquisició de béns. Ex. Caixa Barcelonesa, Caixa Mercantil i Industrial.

Com que el Banc de Barcelona va mantenir una línia molt conservadora, les altres entitats (societats de crèdit, caixes de gir i banca) van córrer a satisfer la insaciable demanda de capitals emetent obligacions, xecs i altres mitjans de pagament, els quals foren utilitzats com si fossin diners. Va arribar un punt que la proliferació d'aquest paper a la vista estava totalment fora de control; just en el mateix moment en què la rendibilitat de les companyies ferroviàries a on s'havien invertit una gran part dels estalvis va resultar ser menor a l'esperada: la situació va desembocar en la greu crisi financera de 1864-1866, que va portar a la fallida la majoria de les entitats creades fins llavors.
El sector financer no va remuntar l'activitat fins als anys de la restauració borbònica. Paral·lelament, el 1874 el govern espanyol va treure la funció d'emissió al Banc de Barcelona per traspassar-la en règim de monopoli al Banc d'Espanya, (entitat privada madrilenya que amb el temps seria gradualment nacionalitzada) que va passar a obrir diverses seus a Catalunya.
Durant els anys de l'anomenada Febre d'or catalana van proliferar altre cop tot de noves entitats financeres; moltes de les quals van tornar a desaparèixer amb la crisi posterior.

## Segle XX
El sector bancari català era sòlid a principis del segle xx, quan hi havia 15 bancs a Catalunya sobre un total de 27 a l'estat espanyol. Però després de la 1a Guerra Mundial les espectaculars xifres que s'havien assolit amb el boom especulador es van ensorrar quan els antics contendents reprengueren llurs activitats econòmiques. Alguns bancs catalans suspengueren pagaments precisament en un context en què el poder financer madrileny i basc penetrava amb força a Catalunya, aquests sectors aprofitaren l'ocasió per comprar les entitats catalanes. Per exemple, els bancs de Terrassa i de Barcelona van fer fallida el 1920. El 1931 tingué lloc una nova onada amb la fallida del conglomerat del Banc de Catalunya. I ja un cop finalitzada la Guerra Civil, gairebé totes les entitats catalanes que havien resistit van acabar absorbides pels grans bancs madrilenys i bascos. En resum: al llarg de la primera meitat del segle, el capital d'origen català es va anar reduint cada cop més en el seu propi sector bancari.
Durant la segona meitat hi va haver nous intents per crear una banca privada amb fons catalans, però no acabaren de reeixir.